# Chloraea praecincta
Chloraea praecincta là một loài thực vật có hoa trong họ Lan. Loài này được Speg. & Kraenzl. mô tả khoa học đầu tiên năm 1904.